# Distrito de Chikwawa
El distrito de Chikwawa es uno de los veintisiete distritos de Malaui y uno de los doce de la Región del Sur. Cubre un área de 4.755 km² y alberga una población de 564 684 personas. La capital es Chikwawa.
- Datos: Q722509